# Пантелич, Илия
Илия Пантелич (серб. Илија Пантелић; 2 августа 1942, Козица, СФРЮ — 17 ноября 2014) — югославский футболист и футбольный тренер, вратарь, серебряный призёр чемпионата Европы 1968 года в составе сборной Югославии. Чемпион Югославии 1966 года (в составе «Воеводины») и Франции 1971 года («Олимпик Марсель»).

## Спортивная карьера
Играл в чемпионатах Югославии (в том числе в клубе «Воеводина» из Нови-Сада) и Франции (в том числе в марсельском «Олимпике», «Бастии» и «ПСЖ», причём стал первым иностранным вратарём в истории последнего клуба). После завершения карьеры некоторое время работал в «ПСЖ» тренером вратарей.
В 1964—1968 годах вызывался в сборную Югославии, сыграл за неё 18 матчей. Участник и серебряный призёр чемпионата Европы 1968 года, при этом совместно с итальянцем Дино Дзоффом обновил рекорд финальных турниров чемпионата Европы по продолжительности вратарской «сухой серии»: оба вратаря не пропускали в течение 171 минуты.